# Iglesia de San Esteban (Sograndio)
La iglesia de San Esteban de Sograndio, en Oviedo (Asturias, España) es una construcción románica, probablemente edificada en el siglo XII.
Consta de nave única y ábside semicircular. De época posterior datan la sacristía y el pórtico del lado Sur. La nave se cubre con estructura de madera mientras que la cabecera lo hace con bóveda de cañón. 
La iglesia, además de mantener la primitiva traza románica sin alteraciones, conserva una gran riqueza de elementos decorativos que se manifiestan tanto interior como exteriormente y que la ponen en relación con el Taller de la Cámara Santa de Oviedo y de San Pedro de Villanueva.
Los principales elementos decorativos son, en el exterior: Ventanita, columnas y zócalo del ábside; canecillos de la cornisa y portada occidental; y en el interior, el arco de triunfo doblado, con columnas.